# Massacre de Rosewood
La Massacre de Rosewood va ser un conflicte violent, per causes racials, que va tenir lloc durant la primera setmana de gener de 1923 a l'àrea rural del Comtat de Levy, Florida, Estats Units. Almenys sis persones negres i dues de blanques van ser assassinades i el poble de Rosewood va ser abandonat i destruït durant el que va ser caracteritzat com un disturbi racial. Els motins racials van ser comuns a principis del segle XX als Estats Units, reflectint els ràpids canvis socials de la nació. Florida va tenir un nombre particularment alt de linxaments en els anys previs a la massacre, incloent un incident bastant publicitat al desembre de 1922.
Rosewood era una petita estació intermèdia, parada a comanda de la Seaboard Air Line Railway, un lloc tranquil i predominantment negre. Incitat per acusacions sense fonament fetes per una dona blanca de la localitat propera de Sumner (una comunitat no incorporada al Comtat de Levy) de que havia estat copejada i possiblement violada per un negre rodamón, homes blancs de pobles propers van linxar un resident de Rosewood. Quan els ciutadans negres es van defensar contra més atacs, alguns centenars de blancs van realitzar una batuda als camps caçant persones negres i van cremar gairebé totes les estructures de Rosewood. Els supervivents es van amagar per diversos dies en pantans propers i van ser evacuats per tren i amb cotxe a ciutats més grans. Encara que les autoritats estatals i locals estaven assabentades de la violència, no van fer cap arrest pels actes comesos a Rosewood. El poble va ser abandonat pels residents negres durant els atacs. Cap no hi va tornar.
Encara que els disturbis es van difondre de forma àmplia al llarg del país, pocs registres oficials van documentar l'esdeveniment. Els supervivents, els seus descendents i els perpetradors es van mantenir en silenci sobre Rosewood durant dècades. Seixanta anys després dels disturbis, la història de Rosewood va ser recuperada als principals mitjans de comunicació quan alguns periodistes ho van tractar a principis dels anys 80. Els supervivents i els seus descendents es van organitzar per demandar l'estat per haver fracassat en la seva protecció. El 1993 l'Assemblea Legislativa Estatal de Florida va encarregar un inofrme dels esdeveniments. Com a resultat de les conclusions, Florida va arribar a ser el primer estat als Estats Units a indemnitzar als supervivents i els seus descendents per danys incorreguts a causa de la violència racial. La massacre va ser el tema de la pel·lícula Rosewood, rodada el 1997 i dirigida per John Singleton. L'any 2004 l'estat va designar l'emplaçament de Rosewood com a Monument Patrimonial de Florida.

## Antecedents

### Assentament
Rosewood es va fundar el 1845 a catorze quilòmetres (9 milles) a l'est de Cedar Key, prop del Golf de Mèxic. La indústria local girava al voltant de la fusta; el seu nom Rosewood (Pal de rosa) es refereix al color vermellós del tall del cedre (més precisament, del cedre vermell oriental de Virgínia). Hi havia dues fàbriques de llapis prop de Cedar Key, algunes fàbriques de trementina i una serradora a gairebé cinc quilòmetres (3 milles) de Sumner que ajudaven als residents locals a guanyar-se la vida, així com el cultiu de cítrics i cotó. L'establiment humà va créixer prou com per justificar la construcció d'una oficina de correus i un dipòsit de locomotores del Ferrocarril de Florida el 1870, però mai va ser incorporat com a poble.
Al principi Rosewood tenia pobladors negres i blancs. Quan es van haver tallat la majoria dels cedres, al voltant de 1890, es van tancar les fàbriques de llapis i molts residents blancs van marxar de Sumner. Cap a l'any 1900 la població de Rosewood havia arribat a ser predominantment negra. El poble de Sumner havia estat predominantment blanc i les relacions entre les dues comunitats eren relativament cordials. Dues famílies negres de Rosewood, anomenades Goins i Carrier, eren les més poderoses. La família Goins va portar la indústria de la trementina a la regió i en els anys que van precedir l'atac eren els segons propietaris més grans al comtat de Levy. Per evitar demandes de competidors blancs els germans Goins es van mudar a Gainesville i la població de Rosewood va disminuir lleugerament. Els Carriers també eren una gran família, responsable de l'explotació forestal a la regió. Cap a 1920 hi havia un elevat grau d'emparentament a la comunitat, fent-la molt tancada. La població de Rosewood va arribar al seu apogeu l'any 1915 amb 355 persones. Encara que els residents de Rosewood probablement no votaven, pel fet que els requisits per a registrar-se com votants a Florida havien privat de drets als ciutadans negres després de l'era de la Reconstrucció, de principis de segle xx, als Estats Units, ambdues poblacions, Sumner i Rosewood, eren part d'una circumscripció electoral que formava part del Cens dels Estats Units. El 1920 la població combinada de tots dos pobles era de 344 persones negres i 294 persones blanques.
Com era comú al sud del país a la fi del segle xix, Florida havia imposat la segregació racial legal sota les lleis de Jim Crow, les quals requerien instal·lacions i transport separats per a persones blanques i negres. Tots dos grups van crear els seus propis centres comunals: el 1920 els residents de Rosewood eren majoritàriament autosuficients. Tenien tres esglésies, una escola, un gran saló masònic, una fàbrica de trementina, un molí de canya de sucre, un equip de beisbol anomenat els Estels de Rosewood i dos magatzems, un dels quals pertanyia a una persona blanca. El poble tenia al voltant d'una dotzena de cases de dos pisos fabricades amb taulons, així com altres cases petites de dues habitacions i algunes granges desocupades construïdes de fusta i àrees d'emmagatzematge. Algunes famílies posseïen pianos, òrgans i altres símbols de prosperitat de la classe mitjana. Els supervivents de Rosewood ho recorden com un lloc feliç. El 1995 el supervivent Robie Mortin recordava al seu 79 anys: "Rosewood era un poble on totes les cases estaven pintades. Hi havia roses per tot arreu on es caminés. Adorable".

### Conflictes racials a Florida
La violència racial durant aquesta època era comuna arreu de la nació, manifestant-se com a incidents individuals d'accions fora de la llei o atacs a comunitats senceres. Els linxaments van arribar al seu apogeu durant el canvi de segle i van continuar sent usats com a càstig al sud dels Estats Units. El 1866 Florida, així com altres estats meridionals, van aprovar lleis anomenades Codis Negres els quals privaven de drets als ciutadans negres. Encara que aquestes van ser revertides de forma ràpida i els ciutadans negres van gaudir d'un breu període de millora en la seva situació social, a la fi del segle xix la influència política negra era gairebé nul·la. El 1885 es va aplicar una taxa al sufragi als ciutadans de Florida, privant en gran part de drets tant als afroamericans com als blancs pobres i més drets legals i polítics es van anar deteriorant durant els següents anys. Sense el dret a vot els afroamericans estaven exclosos per ser jurats i no podien participar per ser triats enlloc, sent exclosos efectivament del procés polític. Els Estats Units íntegrament estaven experimentant canvis socials ràpids: un influx d'immigrants europeus, la industrialització i el creixement de les ciutats i experimentació política al nord del país. Al sud va augmentar el descontentament entre els nord-americans negres per la falta d'oportunitats econòmiques i el seu estatus com a ciutadans de segona categoria.
Els funcionaris electes en l'estat de Florida no van calmar les tensions racials. El governador Napoleon Bonaparte Broward (1905–1909) va suggerir buscar un lloc fora de l'estat on els ciutadans negres hi visquessin separats. Desenes de milers d'afroamericans es van mudar al nord dels Estats Units durant i després de la Primera Guerra Mundial en la Gran Migració, desestabilitzant el mercat laboral i introduint canvis més ràpids a les ciutats. Van ser reclutats per moltes indústries del nord en expansió, com el Ferrocarril de Pennsilvània, la indústria de l'acer i les plantes empaquetadores de carn. Els governadors de Florida Park Trammell (1913–1917) i Sidney Catts (1917–1921) en general van ignorar la migració de la població negra cap al nord dels Estats Units i les seves causes. Mentre Trammell va ser Fiscal General de l'Estat, cap dels 29 linxaments comesos durant el seu període va ser portat a judici, ni tampoc cap dels 21 que van ocórrer mentre va ser governador. Catts es va presentar com a part d'una plataforma del supremacisme blanc i el sentiment anticatòlic i va criticar obertament a l'Associació Nacional pel Progrés de les Persones de Color (NAACP per les seves sigles en anglès) quan aquesta es va queixar que ell no va fer res per investigar dos linxaments a l'estat de Florida. No obstant això, Catts va canviar el seu missatge quan les indústries de la trementina i la fusta van reclamar que la mà d'obra estava escassejant i va suplicar als ciutadans negres que es quedessin. Cap a 1940, 40.000 negres havien deixat Florida per trobar feina, però també per escapar de l'opressió de la segregació, de la violència i de la privació dels drets civils.
Quan va començar l'entrenament de les tropes nord-americanes per a la Primera Guerra Mundial la idea que soldats negres rebessin instrucció militar va alarmar molts blancs del sud dels Estats Units. Una confrontació sobre els drets dels soldats negres va culminar amb el Motí de Houston de 1917. La propaganda alemanya animava als soldats negres a posar-se en contra dels seus "veritables" enemics: els blancs dels Estats Units. Rumors de que dones franceses havien mantingut relacions sexuals amb soldats negres nord-americans van arribar als Estats Units, la qual cosa sosté l'historiador de la Universitat de Florida David Colburn va tocar la fibra dels més profunds temors surenys. Colburn relaciona les preocupacions creixents sobre la intimitat sexual entre les races amb el qual va ocórrer en Rosewood: "la cultura meridional havia estat construïda al voltant d'una sèrie de bons costums i valors que col·loca a la dona al seu centre i en la qual la puresa de la seva conducta i dels seus modals representava el refinament d'aquesta cultura. Un atac contra les dones no solament representava una violació del més important tabú dels surenys, si no que també amenaçava desmantellar la pròpia naturalesa de la societat surenya." La transgressió del tabú sexual es va combinar posteriorment amb l'abastament d'armes per part d'afroamericans per a incrementar els temors entre els blancs sobre una imminent guerra de races al sud dels Estats Units.
L'afluència d'afroamericans als centres urbans del nord i el mig oest va incrementar les tensions racials. Entre 1917 i 1923 van esclatar disturbis racials a nombroses ciutats al llarg dels Estats Units motivats per la competència econòmica per treballs industrials, majoritàriament entre blancs i negres del sud que eren usats sovint com esquirols. Un dels primers i més violents exemples va ser un disturbi a l'est de St. Louis, provocat el 1917. A l'"Estiu Roig de 1919" la violència de carrer va esclatar per motius racials a 23 ciutats —incloent Chicago, Omaha i Washington D.C.—causada per la competència per obtenir treball i llar per part dels veterans d'ambdues races que tornaven de la Primera Guerra Mundial i per l'arribada d'onades de nous immigrants. Es va produir malestar addicional a Tulsa el 1921. David Colburn distingeix dos tipus de violència contra els negres abans de 1923: la violència al nord consistia generalment en accions espontànies d'una torba en contra de comunitats senceres. La violència al sud, per altra banda, prenia la forma d'incidents individuals de linxament i altres accions extrajudicials. La massacre de Rosewood, d'acord amb Colburn, es va assemblar a la violència més comunament perpetrada al nord dels Estats Units.